# Weltliche Schule
Weltliche Schulen waren zur Zeit der Weimarer Republik in den Jahren von 1922 bis zur Machtergreifung der Nationalsozialisten im Jahr 1933 unterhaltene Schulen, die sich durch Konfessionslosigkeit und vor allem durch ihre eigenständigen pädagogischen Experimentierfelder auszeichneten.

## Beschreibung
Nachdem gegen Ende des Ersten Weltkrieges 1918 die Novemberrevolution das Ende des Deutschen Kaiserreichs einläutete und politisch parlamentarisch-demokratische gesinnte Kräfte auf der Grundlage einer bürgerlichen Verfassung an die Macht drängten, entbrannte auch der sogenannte „Schulkampf“. Den zumeist sozialdemokratisch gesinnten Menschen ging es dabei zunächst um die Zurückdrängung staatlicher und kirchlicher Kontrolle und Einflussnahme auf das Schulleben sowie einen zu findenden Ersatz für die zuvor repressiv-autoritären Methoden zur Unterrichtsgestaltung. Die vor allem in Preußen einsetzenden Schulkämpfe zielten insbesondere auf die Volksschulen ab, da dort zuvor der Religionsunterricht mit bis zu sechs Stunden wöchentlich einen großen zeitlichen Rahmen in Anspruch nahm und für die Fächer Lesen- und Schreibenlernen außerdem vor allem Texte der Bibel genutzt worden waren. Oberstes Ziel der noch aus der Zeit der Monarchie stammenden Lerninhalte und -methoden war die „Erziehung zu Gehorsam und Demut“, während die Unterrichtsinhalte an den höheren Schulen schon zuvor stärker an die Erfordernisse der Industriegesellschaft angeglichen worden waren. Mit Erlass vom April 1920 war es in Preußen gestattet, für vom Religionsunterricht abgemeldete Schülerinnen und Schüler bekenntnisfreie „Sammelklassen“ oder „Sammelschulen“ zu bilden; bis zu ihrer Auflösung durch die Nationalsozialisten gab es ca. 290 dieser Freien Schulen, die von etwa 77.000 Kindern besucht wurden.

## Bekannte Weltliche Schulen
- Weltliche Schule Alemannstraße in Hannover
- Weltliche Schule Fröbelstrasse in Hannover-Linden
- Weltliche Schule (Harburg-Wilhelmsburg), auch Freie Weltliche Schule und Sammelschule genannt